# Peponide

Peponidi di melone

Il peponide è un tipo di frutto caratteristico della famiglia delle Cucurbitaceae. È un frutto carnoso sincarpico (con i carpelli in una cavità ovarica singola). Il pericarpo è più o meno duro a seconda della specie o varietà, fino a raggiungere una consistenza legnosa. Il mesocarpo contiene la polpa che può essere dolce, e si presenta a volte fibrosa o succosa. Contiene molti semi. A volte la polpa si riassorbe e si forma una grande cavità centrale, come nel caso delle grandi zucche.